# Mycena guldeniana
Mycena guldeniana é uma espécie de cogumelo da família Mycenaceae.